# بوغدان كريسيوتويو
بوغدان كريسيوتويو بالرومانية: Bogdan Criciotoiu)‏ مواليد 13 مارس 1990 في ترجو جيو، هو لاعب كرة يد روماني يلعب كظهير أيمن. يلعب حاليا مع نادي برقيشر لكرة اليد. مثل منتخب رومانيا لكرة اليد.

## المسيرة الاحترافية
لعب مع إنرجيا لوجنيتول بندوري ترجو جيو في الدوري الروماني في سنة 2011، ثم لعب مع دوبروجا سود كونستانتسا من سنة 2011 إلى 2014، ثم لعب مع نادي دينامو بوخارست لكرة اليد في الدوري الروماني في سنة 2016، ثم لعب مع نادي برقيشر لكرة اليد في الدوري الألماني في سنة 2016.

## الإنجازات
- الدوري الروماني لكرة اليد:
  - الميدالية الذهبية: 2010–11، 2011–12، 2012–13، 2013–14
  - الميدالية البرونزية: 2010
- كأس أوروبا لكرة اليد:
  - المركز الرابع: كأس أوروبا لكرة اليد 2013–14

## روابط خارجية
- بوغدان كريسيوتويو على موقع الاتحاد الأوروبي لكرة اليد (الإنجليزية)